# سالن رقص

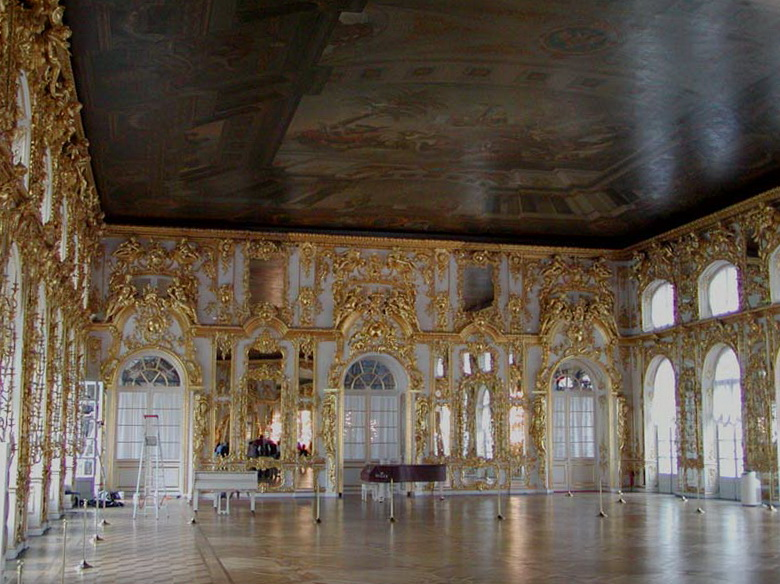
سالن رقص باشکوه در کاخ کاترین در نزدیکی سن پترزبورگ، روسیه

یک سالن رقص، یک اتاق بزرگ داخل یک ساختمان است که هدف اصلی آن برگزاری مهمانی‌های بزرگ رسمی به نام مجالس رقص (balls) می باشد. در قدیم، بیشتر مراسم رقص در خانه‌های خصوصی برگزار می‌شد؛ بسیاری از عمارت‌ها یک یا چند سالن رقص دارند. در سایر خانه‌های بزرگ، یک اتاق بزرگ مانند اتاق نشیمن اصلی، کریدور یا سالن ممکن بود به عنوان سالن رقص نیز استفاده شود، اما یک سالن رقص خوب باید نوع مناسب از کف سازی، مانند کف چوبی یا کف سنگی (معمولاً سنگ مرمر) داشته باشد. بعدها، اصطلاح سالن رقص برای توصیف کلوب‌های شبانه‌ای استفاده می‌شد که در آن افراد می‌رقصیدند؛ به عنوان مثال، Top Rank Suites در انگلیس که اغلب از آن به عنوان سالن رقص یاد می‌شد.
سالن‌های رقص عموماً بزرگ هستند، و بسیاری از آن‌ها سقف بلندتر از سایر اتاق‌های همان ساختمان دارند. فضای زیاد برای رقص، و همچنین فضای بسیار رسمی رویدادها، منجر به پیدایش رقص‌های کلاسیک شده‌است. در حال حاضر، بزرگ‌ترین مراسم رقص تقریباً همیشه در ساختمان‌های عمومی برگزار می‌شوند و بسیاری از هتل‌ها سالن رقص دارند. این سالن‌ها همچنین به این دلیل بزرگ طراحی شده‌اند تا کمک کنند صدای ارکستر به خوبی در سراسر اتاق پخش شود.
یک نمونه خاص، مراسم سالیانه رقص اپرای وین است، جایی که فقط برای یک شب، ادیتوریوم اپرای دولتی وین تبدیل به یک سالن رقص بزرگ می‌شود. شب قبل از این رویداد، ردیف صندلی‌ها از سالن تئاتر حذف می‌شوند و یک کف جدید، هم سطح با صحنه (تئاتر) ساخته می‌شود.
گاهی سالن‌های رقص، یک استیج یا صحنه در روبروی اتاق دارند که در آن میزبان یا یک مهمان ویژه می‌تواند صحبت کند. از این استیج می‌توان برای نوازندگان یا مجریان موسیقی نیز استفاده کرد.